# Scopula sulcaria
Scopula sulcaria är en fjärilsart som beskrevs av Jacob Hübner 1826. Scopula sulcaria ingår i släktet Scopula och familjen mätare. Inga underarter finns listade.